# Перхурьево (Новленский сельсовет)
Перхурьево — деревня в Вологодском районе Вологодской области.
Входит в состав Новленского сельского поселения, с точки зрения административно-территориального деления — в Новленский сельсовет.
Расстояние по автодороге до районного центра Вологды — 56 км, до центра муниципального образования Новленского — 2 км. Ближайшие населённые пункты — Ермолово, Чекшево, Романово, Телячьево, Курово, Колотилово, Новленское.
По переписи 2002 года население — 41 человек (16 мужчин, 25 женщин). Всё население — русские.